# كاريبيتو
كاريبيتو هي مدينة، في فنزويلا، تقع في موناغاس، بلغ عدد سكانها 64,955 نسمة.

## أعلام
- أليكس كابريرا
- رون كلارك
- دوريس ولز